# Чжоу-гун
Чжоу-гун (кит. упр. 周公, пиньинь Zhōu gōng) — «чжоуский князь» XI века до н. э.; собственное имя Дань (旦 — Dàn). Крупная политическая фигура эпохи Чжоу, младший брат У-вана. Известен как регент малолетнего Чэн-вана (周成王), укрепивший политические и культурные устои правления Чжоу на заре династии.
Согласно Ши цзи, У-ван скончался на второй год после завоевания Шан. Согласно поздним историческим описаниям, дабы продемонстрировать своё нежелание узурпировать трон, Чжоу-гун уехал «на восток»; Чэн-ван был убеждён в необходимости его возвращения небесным знамением: нашествие саранчи и сильный ветер, поваливший деревья и почти уничтожившие урожай, прекратились, как только Чжоу-гун вернулся. Возвращение якобы вызвало ветер в противоположном направлении, который восстановил деревья и посевы (Шу цзин).
Чжоу-гун возглавил карательную экспедицию против Гуань-шу zh:管叔鮮, Цай-шу zh:蔡叔度 и Хо-шу zh:霍叔处, собственных братьев, которые выступили в поддержку потомка низложенной династии Шан, У Гэна (см. en:Three Guards 三监). Ликвидируя последствия восстания, он произвёл перераспределение феодальных наделов, которое было сделано У-ваном. Согласно Сюнь-цзы (儒效), Чжоу-гун создал 71 вассальское государство, из которых 53 принадлежали чжоускому дому.
Воплощая замысел У-вана, Чжоу-гун основал город Лои (современный Лоян) и населил его уцелевшими подданными Шан.
В поздние эпохи был идеализирован; Конфуций, неоднократно вспоминая Чжоу-гуна, признаётся, что «перестал видеть его во сне» и считает это признаком дряхлости.
Старшим сыном Чжоу-гуна был Бо Цинь 伯禽, первый правитель царства Лу. Согласно «Ли цзи», Чжоу-гун наказывал Циня за проступки Чэн-вана, с которым тот вместе учился, — таким образом демонстрируя наследнику престола Чжоу важность его положения и манеру взаимоотношений между отцом и сыном.

## Родовой титул
Важно осознавать, что «Чжоу-гун», как и «Шао-гун», его знаменитый политический соратник, — это не личные имена. О других носителях этих титулов см. en:Gonghe Regency и zh:周公 (消歧义).

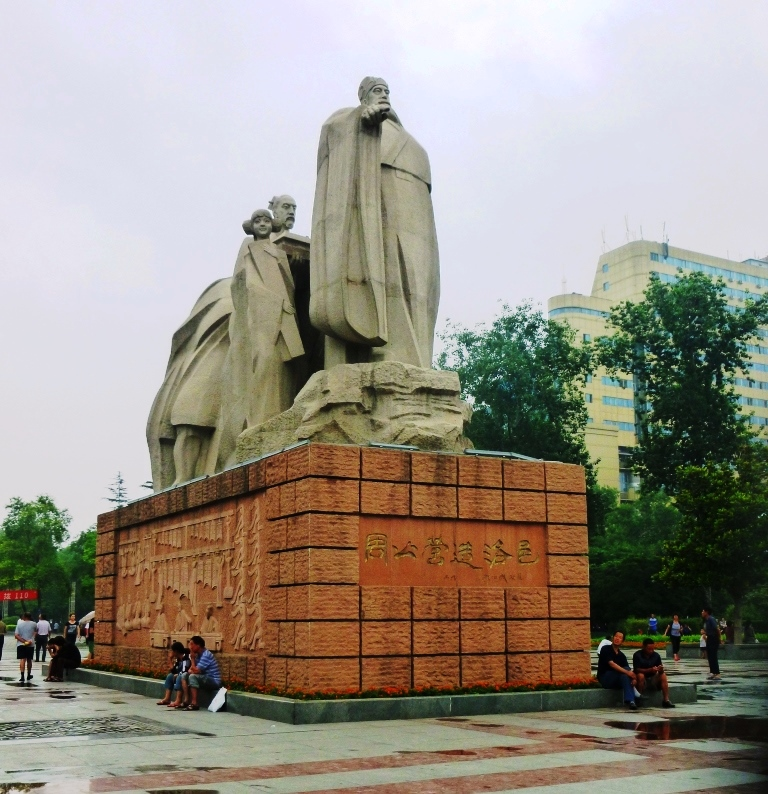
Чжоу-гун основывает город Лои
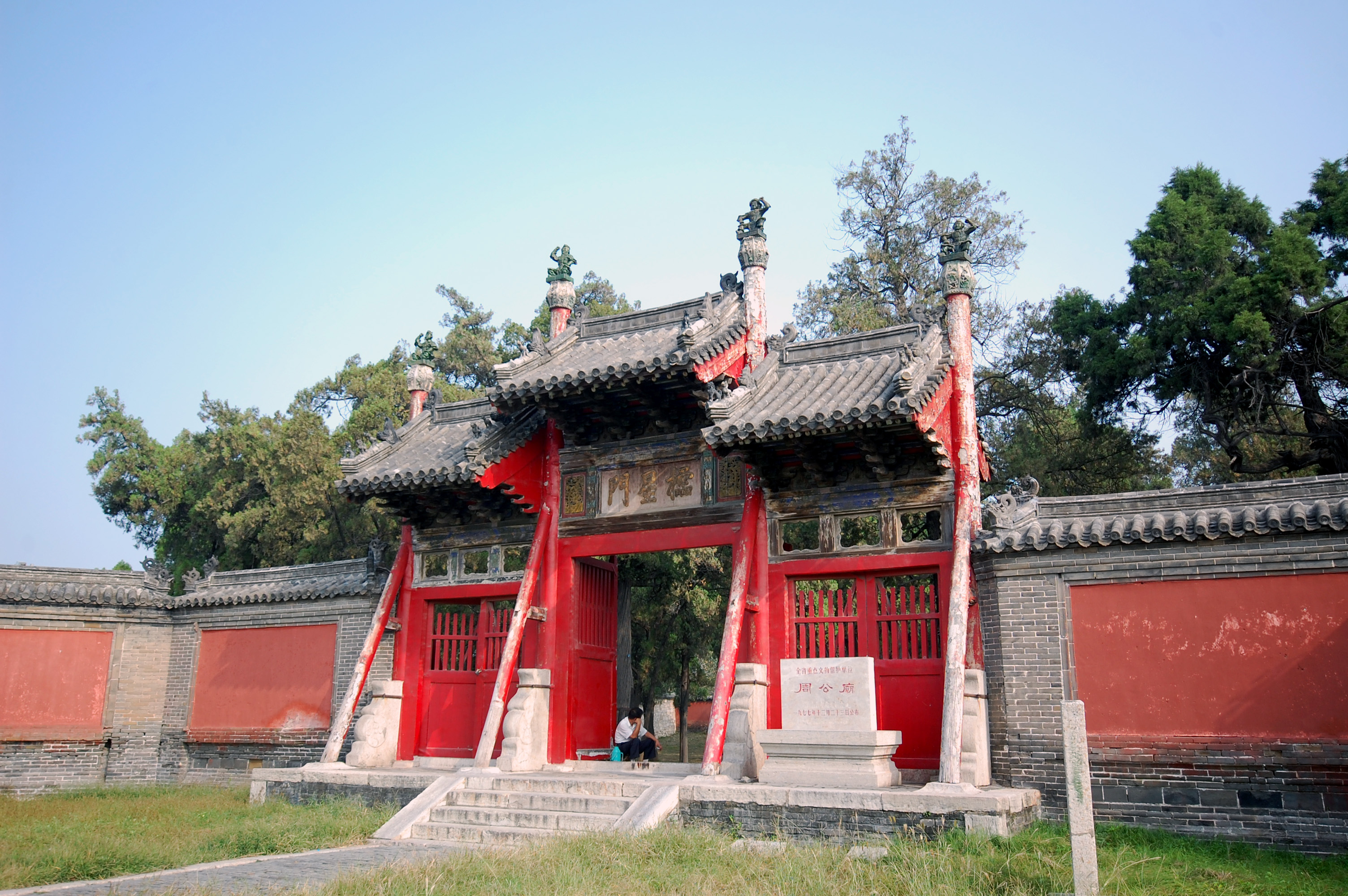
Ворота Храма Чжоу-гуна в Цюйфу